# Spruce View
Pour les articles homonymes, voir Spruce.
Spruce View est un hameau (hamlet) du Comté de Red Deer, situé dans la province canadienne d'Alberta.

## Démographie
En tant que localité désignée dans le recensement de 2011, Spruce View a une population de 163 habitants dans 66 de ses 72 logements, soit une variation de -6.3% par rapport à la population de 2006. Avec une superficie de 0,734 1 km2, le hameau possède une densité de population de 222,040 6 hab/km2 en 2011.
Concernant le recensement de 2006, Spruce View abritait 174 habitants dans 66 de ses 69 logements. Avec une superficie de 0,734 1 km2, le hameau possédait une densité de population de 237,0 hab/km2 en 2006.